# Kramer-Werke
Die Kramer-Werke GmbH ist ein Hersteller von kompakten, allradgelenkten Radladern, Teleradladern und Teleskopladern mit Sitz in Pfullendorf im baden-württembergischen Landkreis Sigmaringen in Deutschland.

## Geschichte

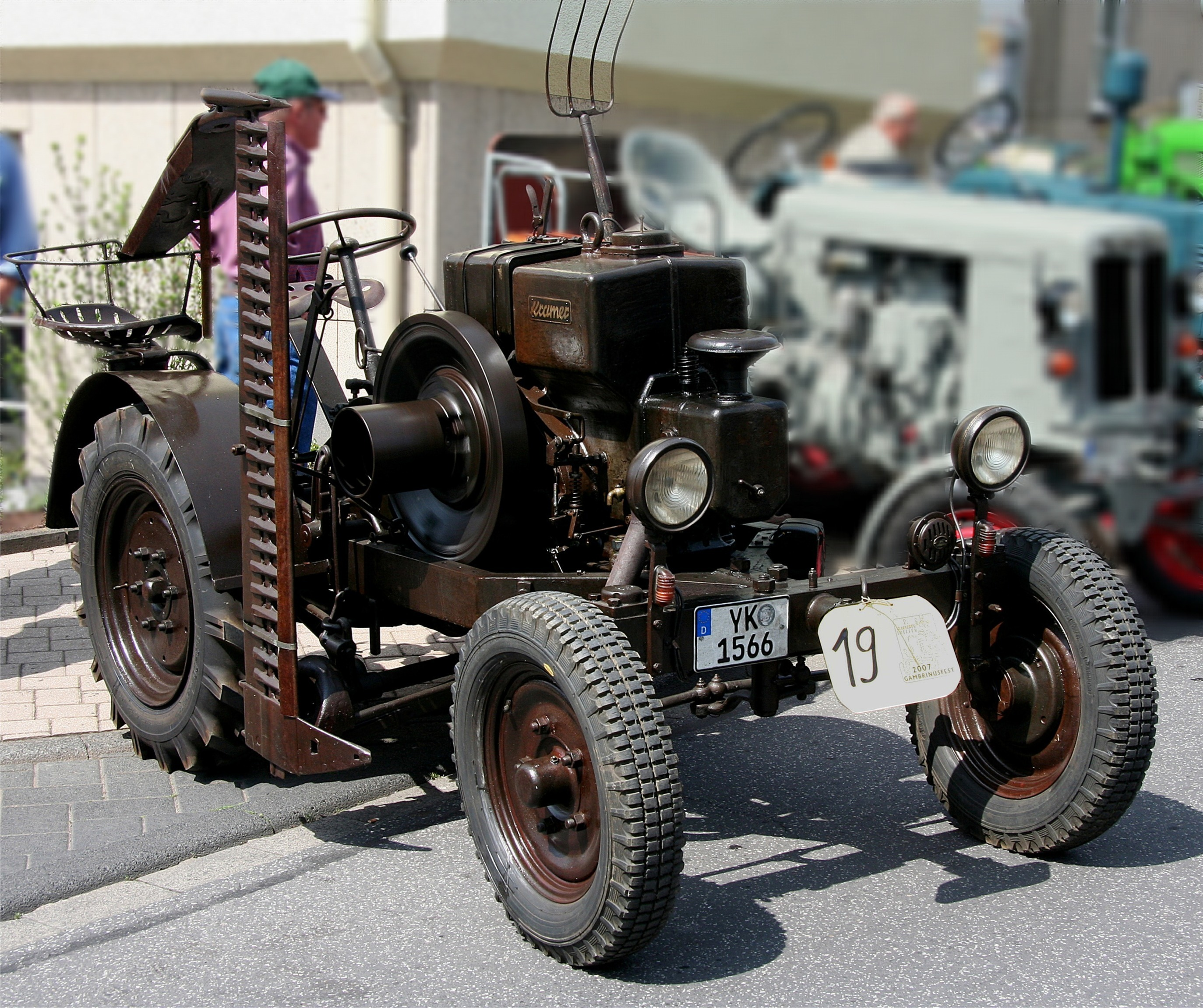
Kramer K 18 von 1937

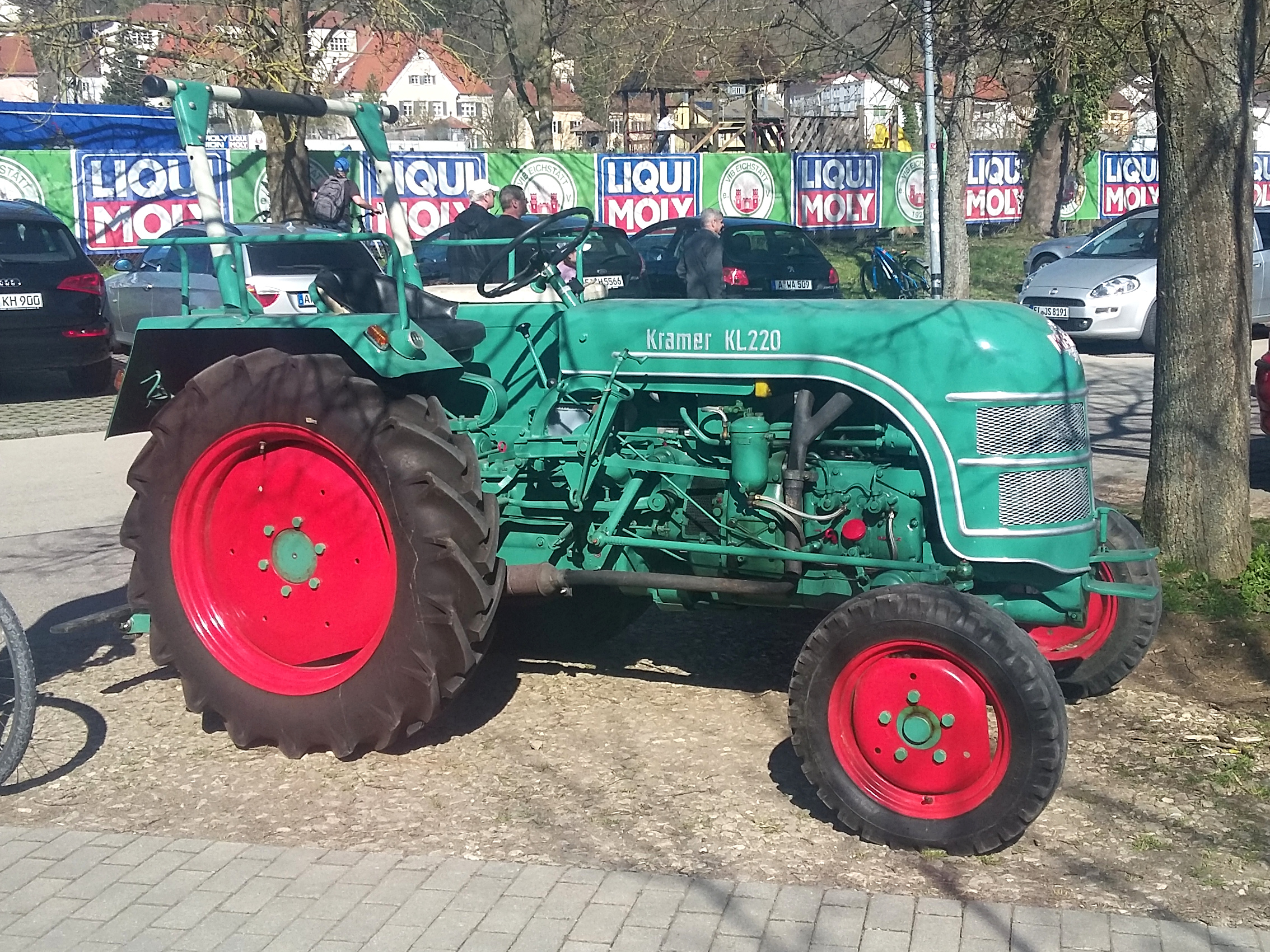

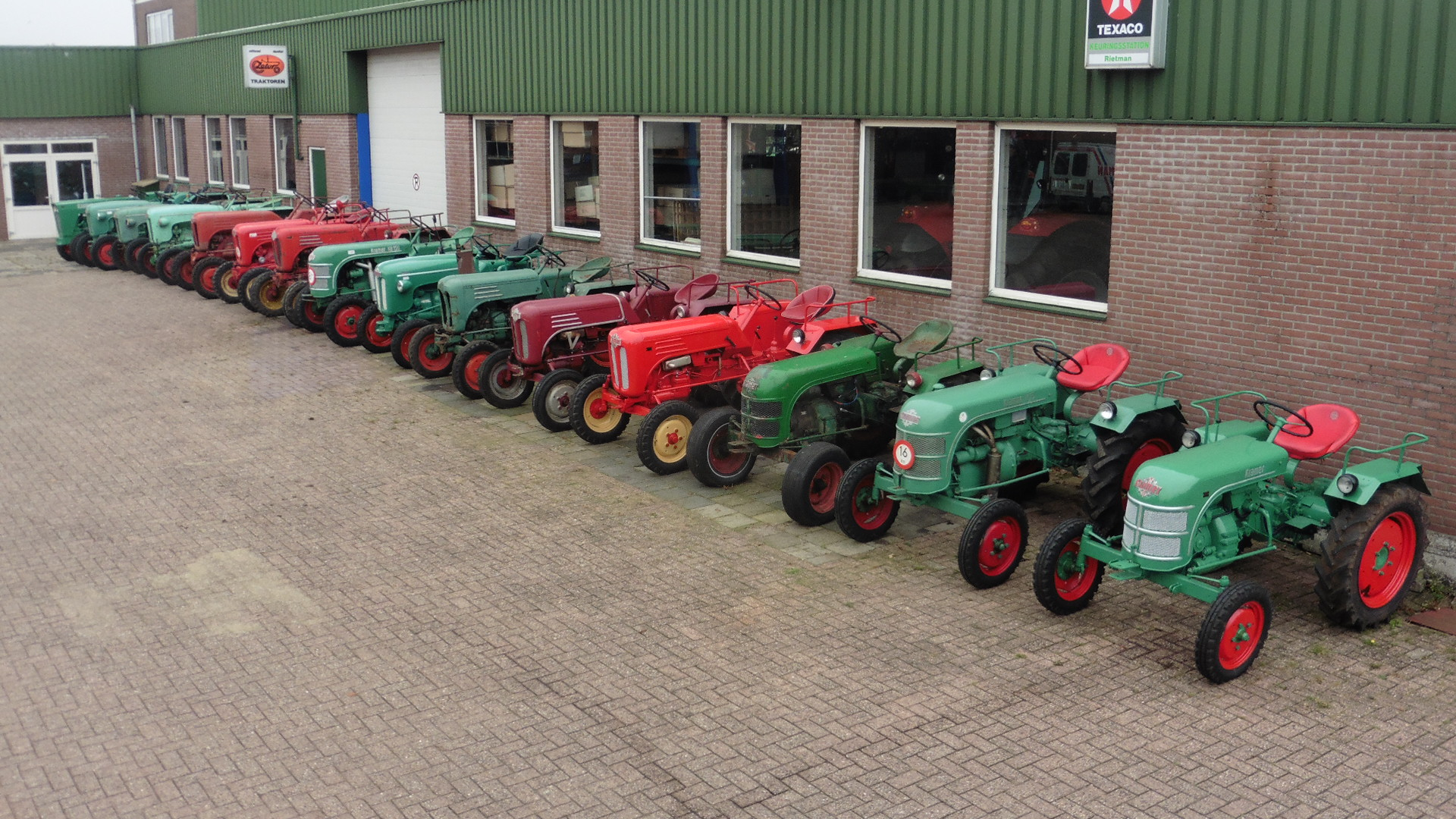
Kramer serie in Holland

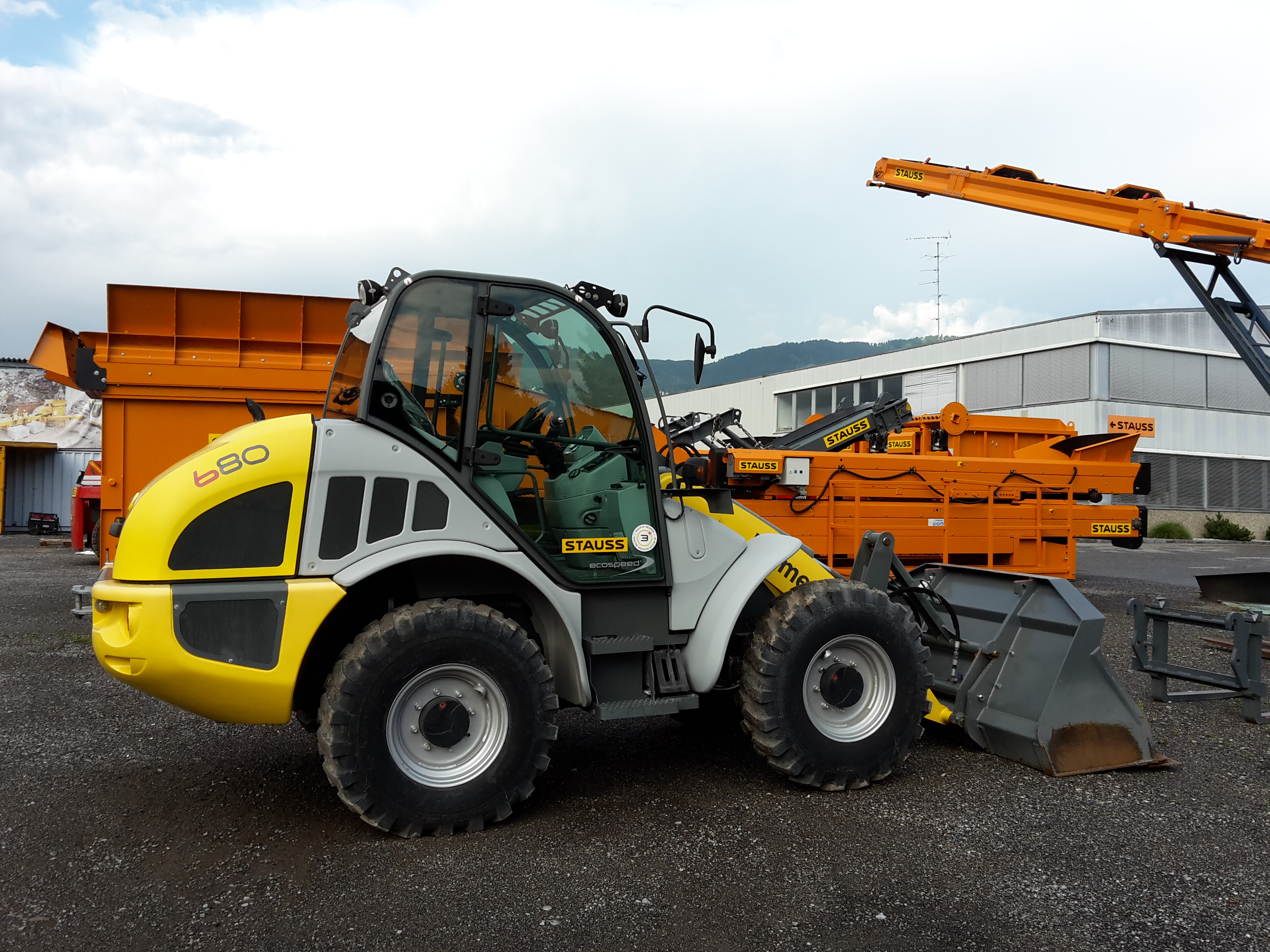
Kramer 680 Radlader

1925 bauten die Brüder Kramer in Gutmadingen, heute zu Geisingen im Landkreis Tuttlingen gehörig, die ersten in Deutschland produzierten kleinen Motormäher und Traktoren. Die heute einfach erscheinenden Maschinen revolutionierten zu ihrer Zeit die Landwirtschaft. Der Hauptsitz des Unternehmens wurde 1952 nach Überlingen am Bodensee verlegt.
1957 wurde im Unternehmen eine Abteilung für Industrie- und Baumaschinen mit dem Namen Kramer Allrad geschaffen. Im selben Jahr wurde mit dem KA 540 eine Allrad-Zugmaschine ähnlich dem Unimog vorgestellt. 1958 erregten die Kramer-Werke Aufsehen bei der Vorstellung des KS 510, des ersten deutschen Laders mit Allradantrieb und gleichgroßen Rädern.
Als Straßenschlepper und Universalfahrzeuge mit Ähnlichkeit zum Unimog wurden zur Marke „Kramer Allrad“ etwa von 1959 bis zumindest 1962 folgende Typen gefertigt, die sowohl mit Planenverdeck (Cabrio) als auch mit geschlossenen Kabinen geliefert wurden:
- Kramer Allrad, 4-Zylinder-Baureihe mit 54-PS-Deutz-Motor: KA 540 (bereits ab 1956), U 540, KL 600[2]
- Kramer Allrad, 6-Zylinder-Baureihe mit 80-PS-Deutz-Motor: U 800 kurz, U 800 lang, KL 800[3]

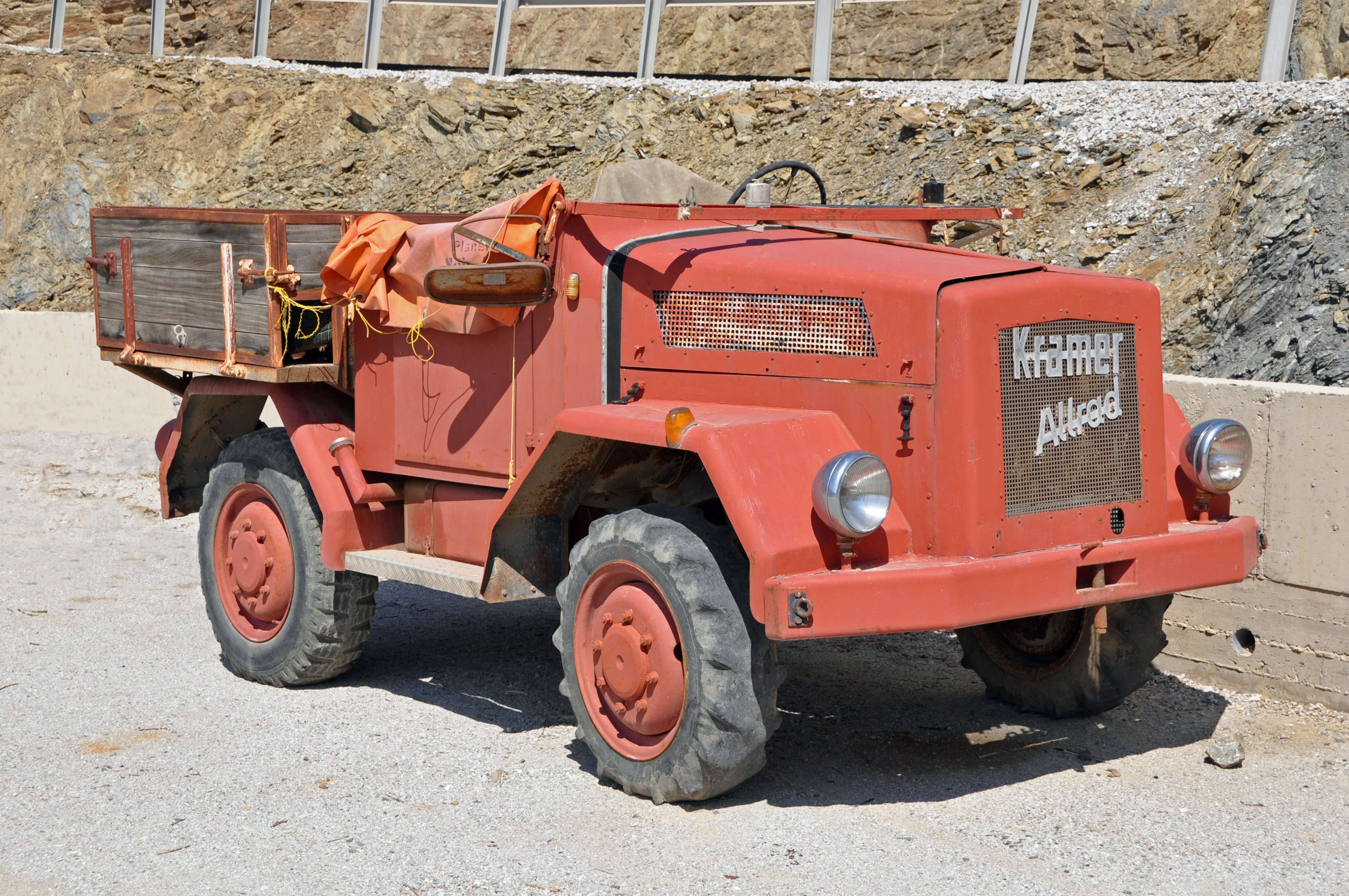
Kramer Allrad Typ KA 540
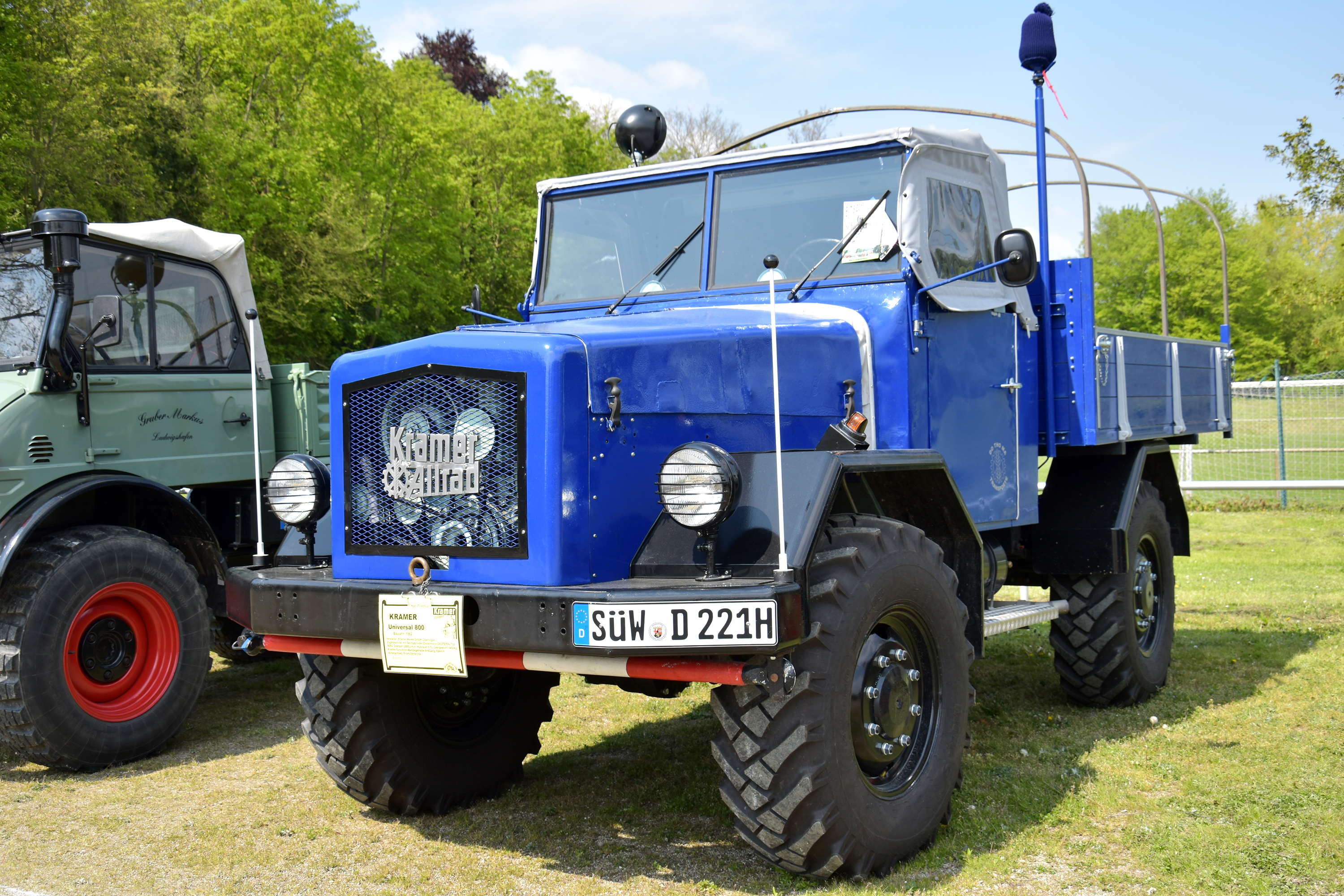
Kramer Allrad Typ U 800
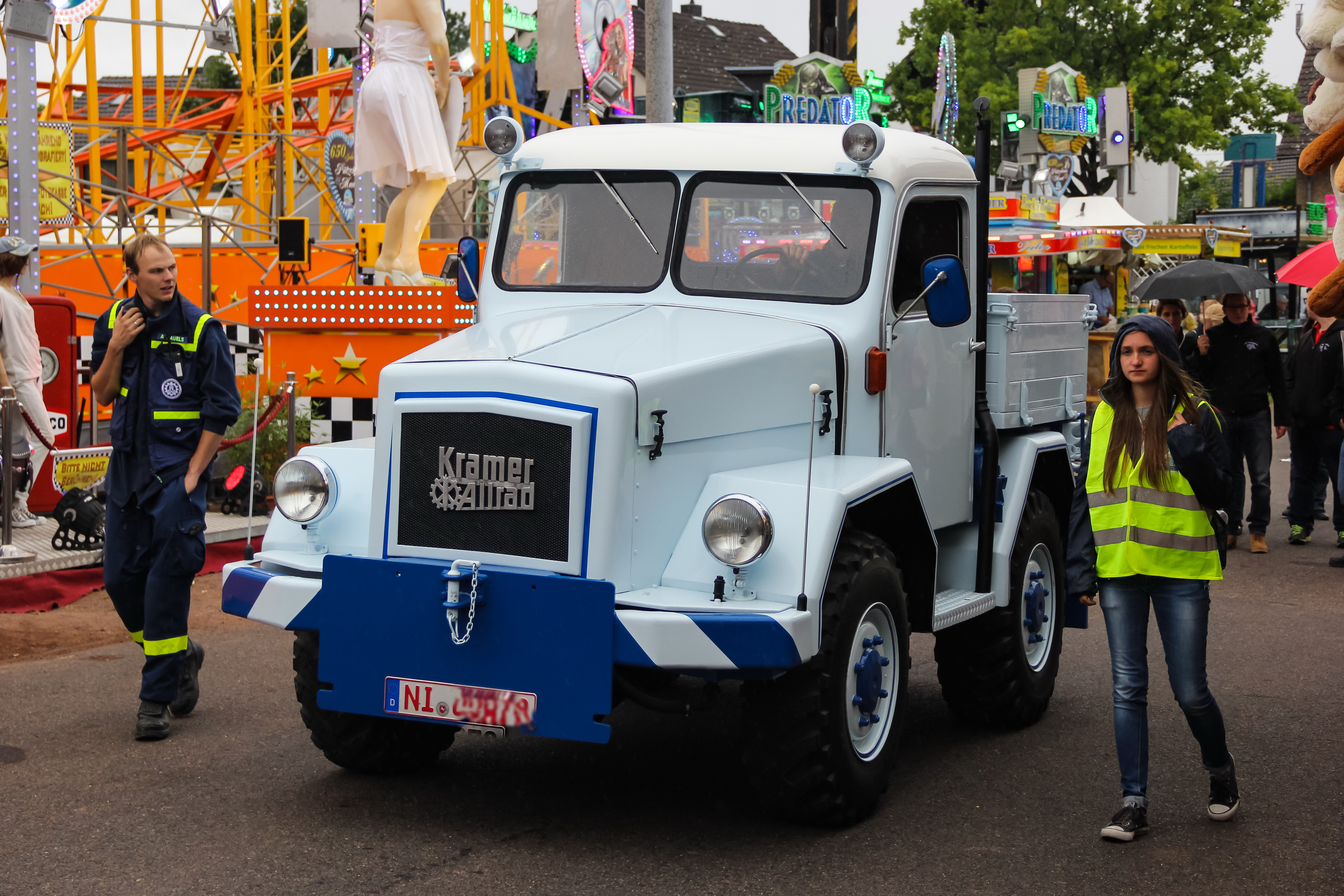
Kramer Allrad Typ U 800

Bei den Traktoren folgte 1964 mit dem KS 511 eine verbesserte Version des KS 510. Zwischen 1963 und 1968 wurden einige Traktorenmodelle von Kramer mit einem Dieselmotor der Standard Motor Company mit der Zusatzbezeichnung Export für Märkte in Übersee hergestellt.
Im Jahr 1973 kam ein massiver Einschnitt. Der Geschäftsbereich Traktoren wurde zugunsten der Baumaschinenproduktion eingestellt. 1977 wurde mit der 12er-Serie eine neue Radlader-Baureihe, bestehend aus den Modellen 212, 312, 412, 512, 612 und 712, vorgestellt.
1987 beschloss man eine Konzentration auf das Geschäftsfeld Allradlenkung. In diesem Jahr ging der Kramer 312 SL als erster Radlader weltweit mit Allradlenkung in Serie. Mit mehr als 10.000 abgesetzten Einheiten war er der meistverkaufte Radlader seiner Zeit. 1998 verkaufte Kramer die Geräteträgerbaureihe Tremo an Multicar.
2000 fusionierte die Neuson Baumaschinen mit den Kramer-Werken. Hieraus entstand die Neuson Kramer Baumaschinen AG mit Hauptsitz in Linz.
Ab 2005 brachte Kramer in Zusammenarbeit mit Claas Teleskoplader auf den Markt. Im Zuge dieser Kooperation erwarb Claas eine Minderheitsbeteiligung an Kramer. 2016 endete die Zusammenarbeit mit Claas. Seit 2017 arbeitet Kramer in diesen Segment mit John Deere zusammen.
Im Dezember 2006 gab Kramer bekannt, dass der Unternehmenssitz bis 2008 von Überlingen nach Pfullendorf verlegt werden solle. Am 30. März 2007 wurde die Fusionsabsicht der Wacker Construction Equipment AG, München, und der Neuson Kramer Baumaschinen AG, Linz, bekanntgegeben. Durch die Fusion entstand das Unternehmen Wacker Neuson SE.
Am 5. April 2007 wurde mit dem symbolischen Spatenstich im Pfullendorfer Industriegebiet Theuerbach der Startschuss für ein 30-Millionen-Euro-Investitionsprojekt gegeben. Das neue Kramer-Areal ist mit 16 Hektar Fläche größer als das in Überlingen. Auf einer 160.000 Quadratmeter großen Fläche entstanden eine 250 Meter lange und 100 Meter breite Montagehalle, die im Februar 2008 fertiggestellt wurde. Daneben entstanden ein Verwaltungsgebäude, eine Teststrecke und ein Schulungszentrum. Gleichzeitig wurde von den Kramer-Geschäftsführern Karl Friedrich Hauri und Martin Buyle bekanntgegeben, dass die jährliche Produktion von derzeit rund 1000 auf 6000 Maschinen erhöht werden soll. Das neue Werk mit Verwaltung wurde 2008 in Pfullendorf eröffnet.

## Standorte
- Pfullendorf (Produktion, Verwaltung, Forschung und Entwicklung)

## Produkte
- Radlader
- Teleradlader
- Teleskoplader
- Kramer KL 200